# مولوی سخاوالله
مولوی سخاوالله سیاست‌مدار اهل افغانستان است. وی در دولت امارت اسلامی افغانستان از تاریخ ۴ اکتبر ۲۰۲۱ به حیث معاول وزارت معارف افغانستان مشغول به کار است.